# Nationale Herdenking 15 augustus 1945

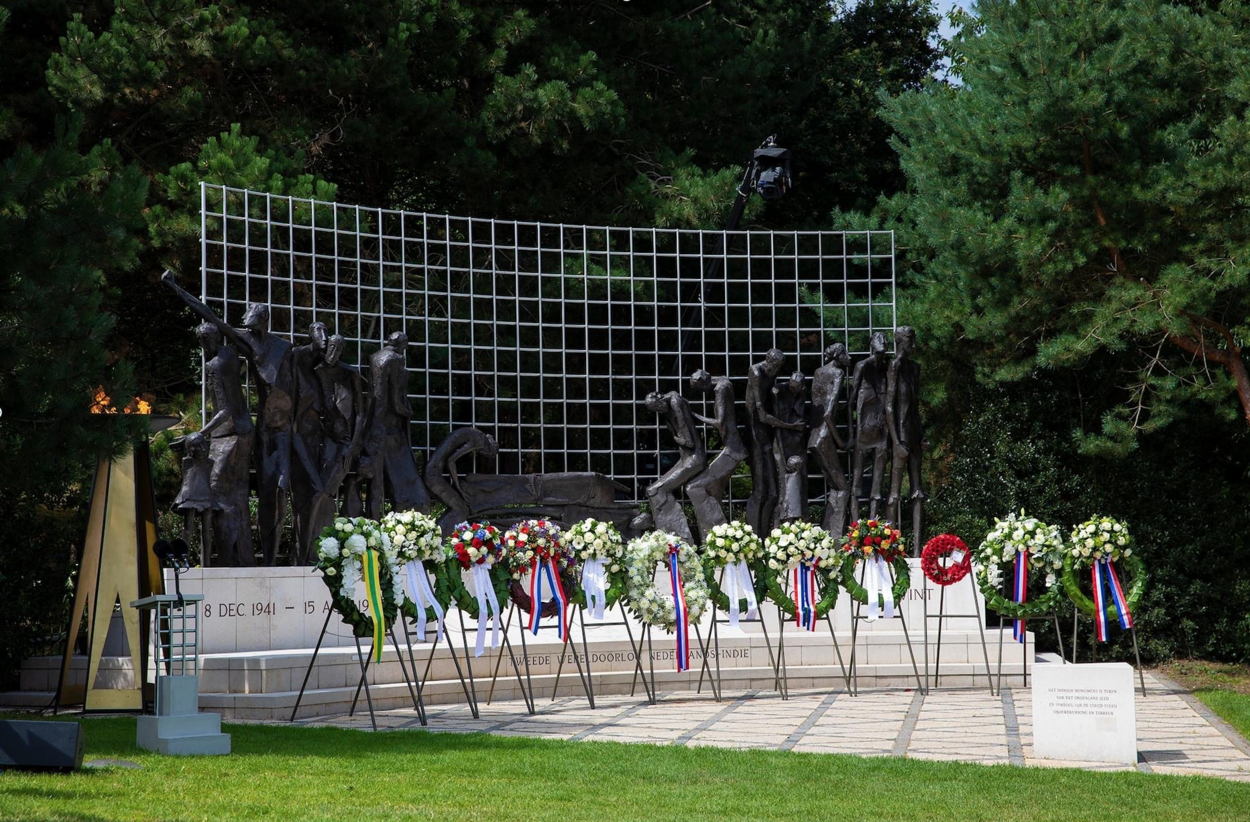
Het Indisch Monument in Den Haag met kransen (15-8-2020)

De Nationale Herdenking 15 augustus 1945 is een gebeurtenis die sinds 1988 jaarlijks op 15 augustus plaatsvindt bij het Indisch Monument in Den Haag om het einde van de Japanse bezetting van Nederlands-Indië en van de Tweede Wereldoorlog te eren. Het wordt ook wel de Nationale Indiëherdenking genoemd.

## Geschiedenis
Voor het Koninkrijk der Nederlanden kwam er op 15 augustus 1945 officieel een einde aan de Tweede Wereldoorlog, terwijl dat voor Nederland al op 5 mei 1945 gold. Voor de inmiddels reeds twee miljoen Indische Nederlanders in Nederland was er geen herdenking van de gebeurtenissen in de Tweede Wereldoorlog in Nederlands-Indië en de gevolgen daarvan. Het heeft pas tot 1988 geduurd, voordat er een mogelijkheid voor een eigen jaarlijkse herdenking kon plaatsvinden.
Op 15 augustus 1970 vond er voor de eerste keer in Den Haag een als eenmalig bedoelde herdenking plaats van de capitulatie van Japan en het einde van de Tweede Wereldoorlog in Zuidoost-Azië. Omdat er behoefte bleek dit te herhalen, leidde dit op 25 maart 1980 tot de oprichting van de Stichting Herdenking 15 Augustus 1945 door 24 Indische organisaties.
Bij het Indisch Monument in Den Haag worden sinds 1988 alle slachtoffers van de Japanse bezetting in Nederlands-Indië en de directe gevolgen daarvan herdacht. De Melati, de Indische jasmijn, wordt daarbij gedragen als symbool dat staat voor respect, betrokkenheid en medeleven.
Op deze dag geldt de algemene vlaginstructie, zoals opgesteld door de minister-president. Deze houdt in dat op 15 augustus vanaf alle Rijksgebouwen uitgebreid wordt gevlagd om het formele einde van de Tweede Wereldoorlog te eren.